# کرک، کرواسی
کْرْک (به کرواتی: Krk (town)) شهری در ایالت پریمریه-گرسکی کتار کشور Croatia است که جمعیت آن در سال ۲۰۱۱ میلادی ۵٬۱۳۱ نفر بوده‌است.

## نگارخانه

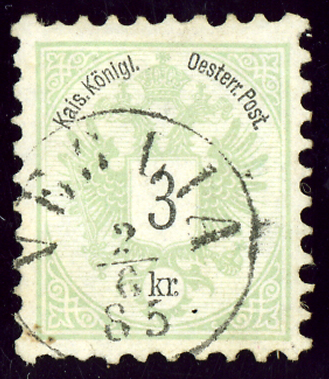
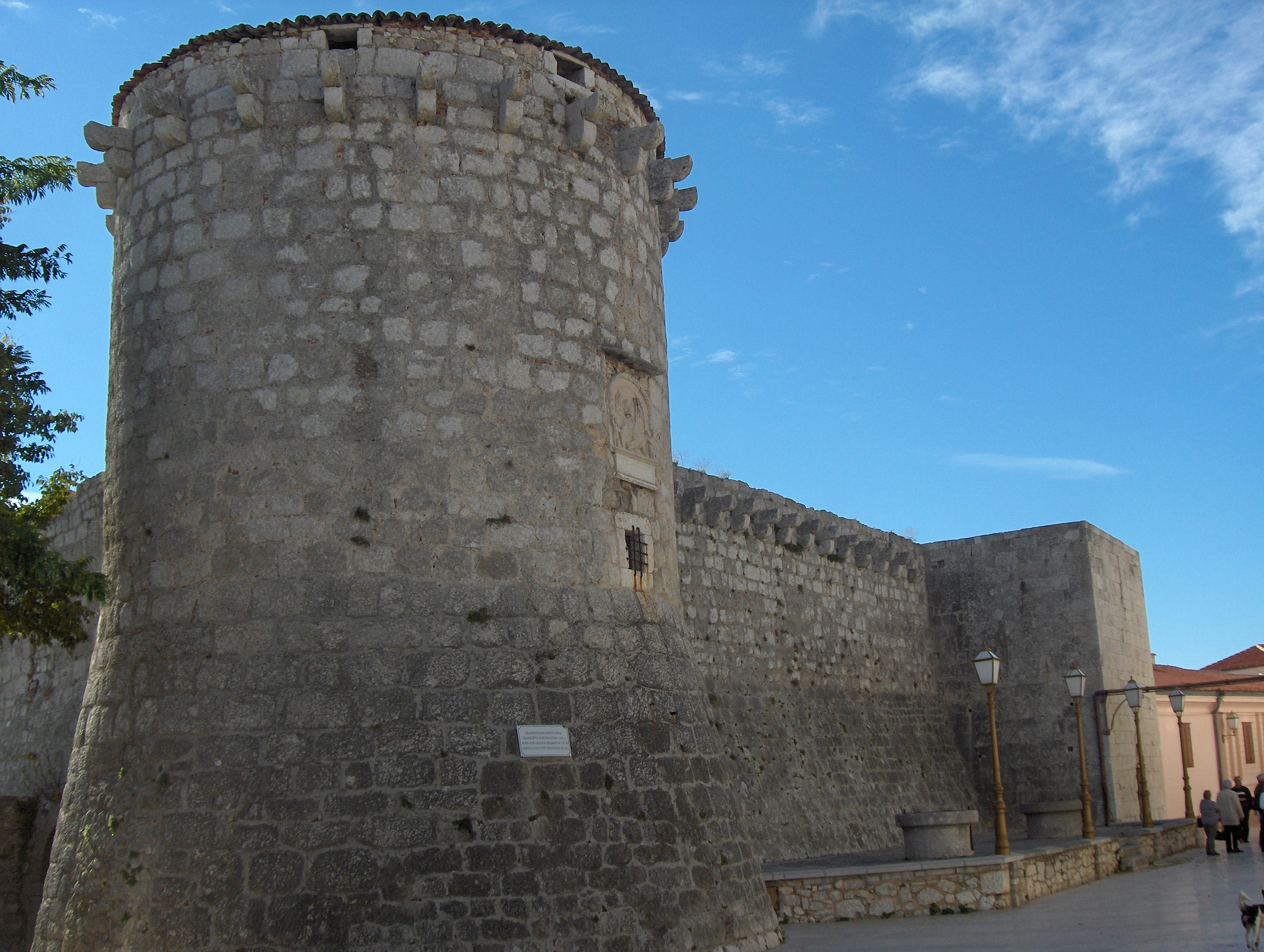
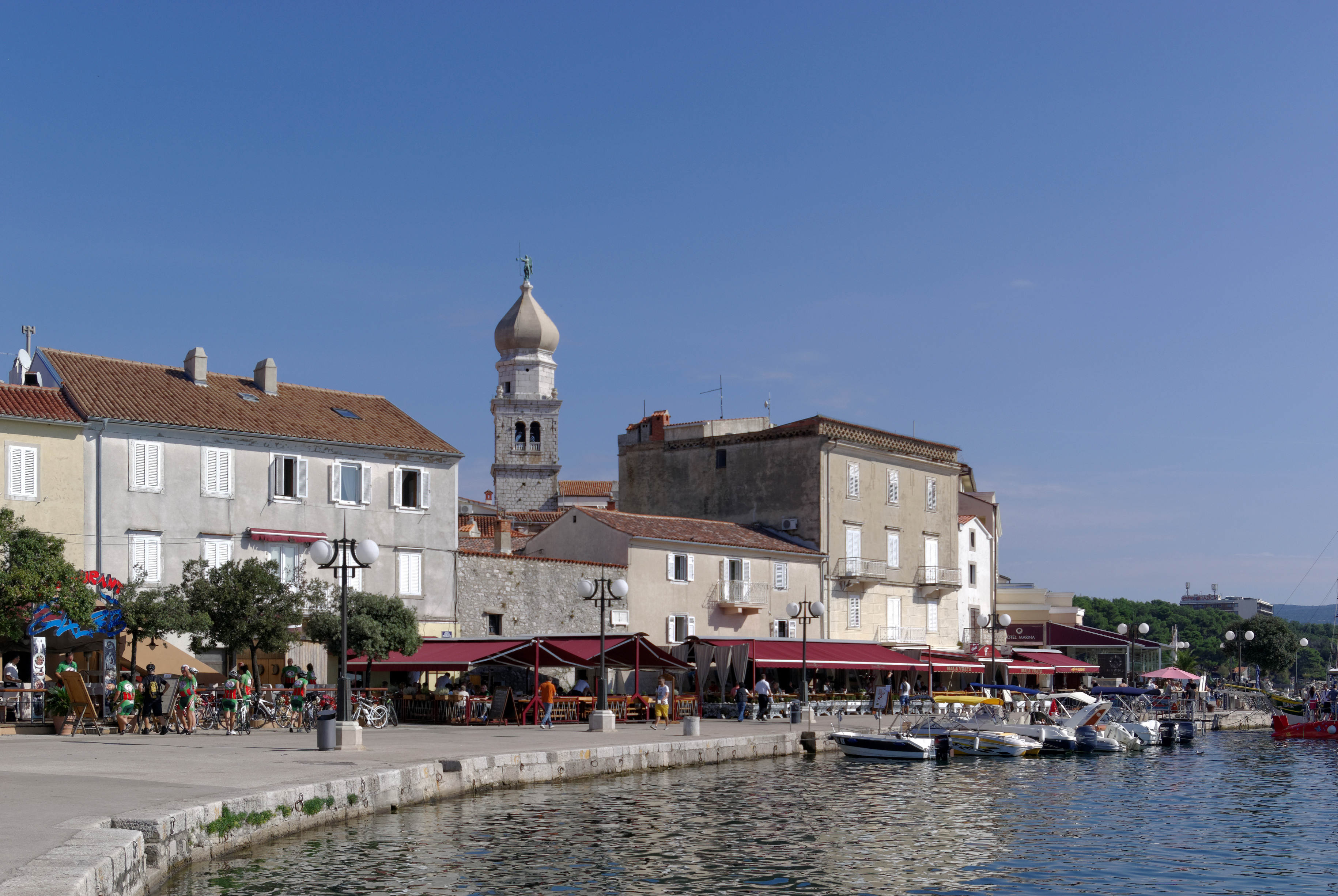
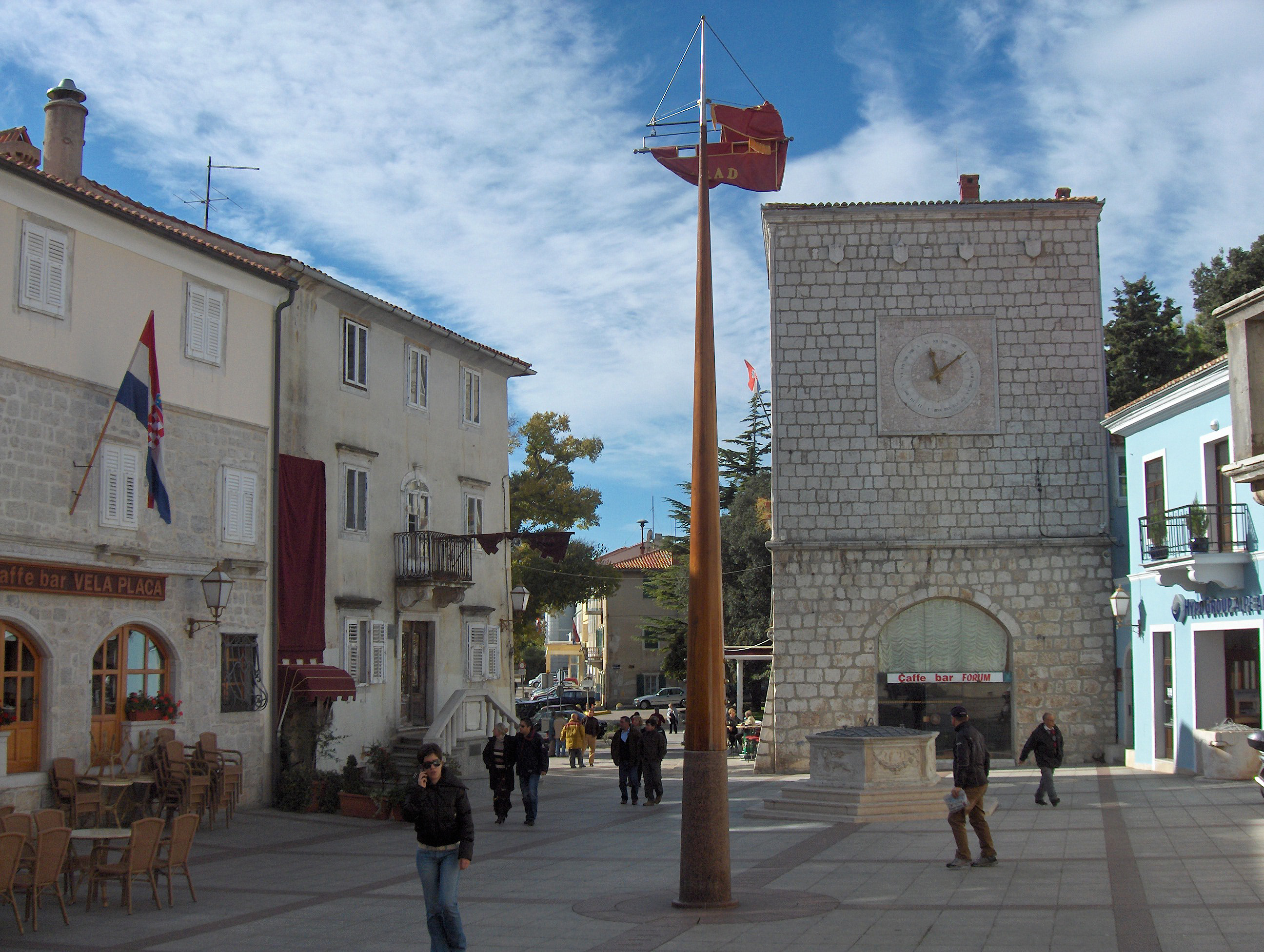
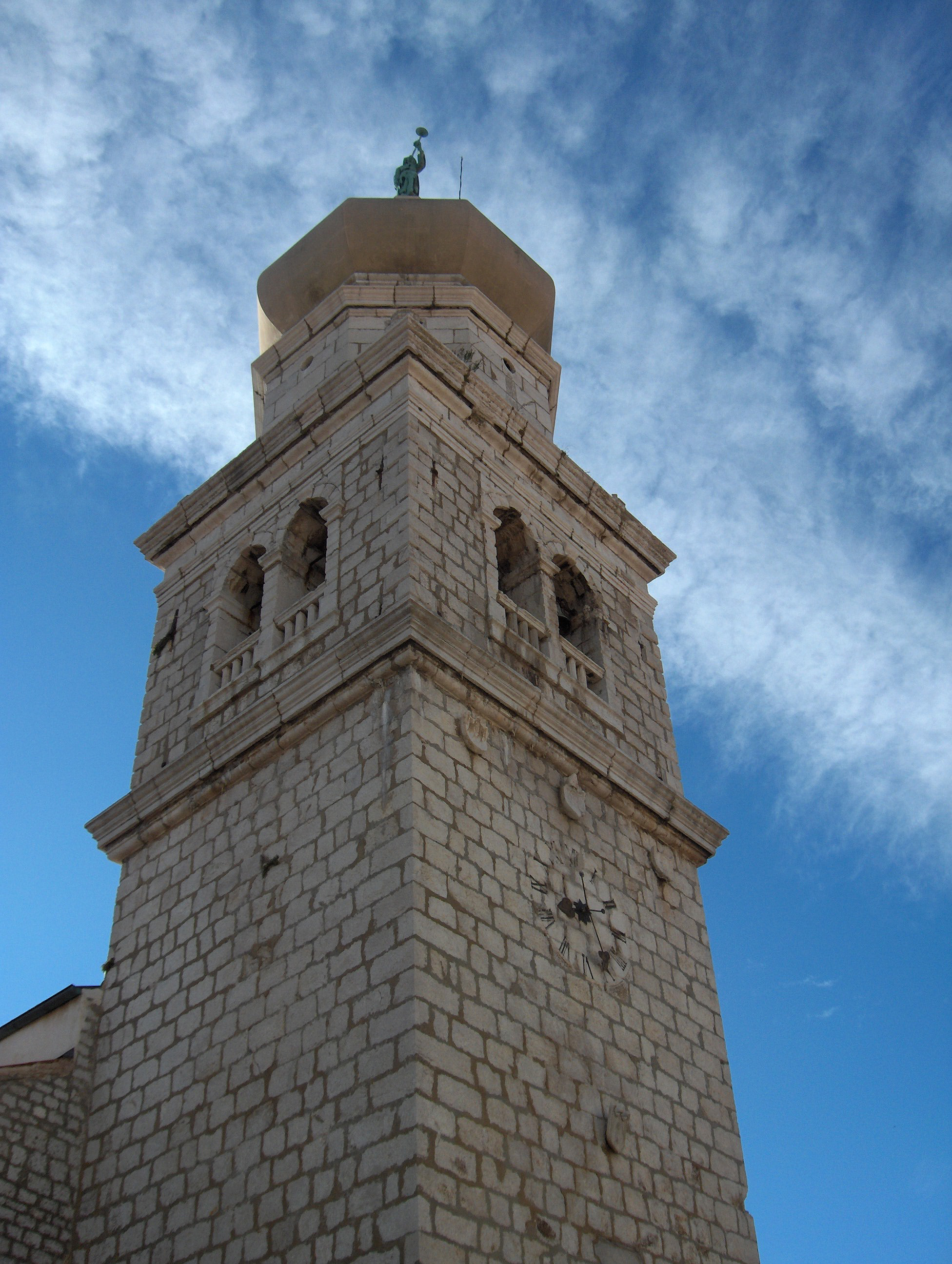